# SW Lyncis
SW Lyncis eller HD 67008, är en dubbelstjärna belägen i den norra delen av stjärnbilden Lodjuret. Den har en kombinerad skenbar magnitud av ca 9,58 och kräver åtminstone ett mindre teleskop för att kunna observeras. Baserat på parallaxt enligt Gaia Data Release 3 på ca 3,37 mas, beräknas den befinna sig på ett avstånd på ca 970 ljusår (ca 297 parsek) från solen. Den rör sig bort från solen med en heliocentrisk radialhastighet på ca 32 km/s.

## Egenskaper
Primärstjärnan SW Lyncis A är en vit till blå stjärna i huvudserien av spektralklass F2 V. Den har en massa som är ca 1,8 solmassa, en radie som är ca 1,8 solradie och har ca 10 gånger solens utstrålning av energi från dess fotosfär vid en effektiv temperatur av ca 7 800 K. Följeslagaren SW Lyncis B är en gul till vit stjärna med en massa som är ca 0,9 solmassa, en radie som är ca 1,3 solradie och har ca 0,64 gånger solens utstrålning av energi från dess fotosfär vid en effektiv temperatur av ca 4 600 K.

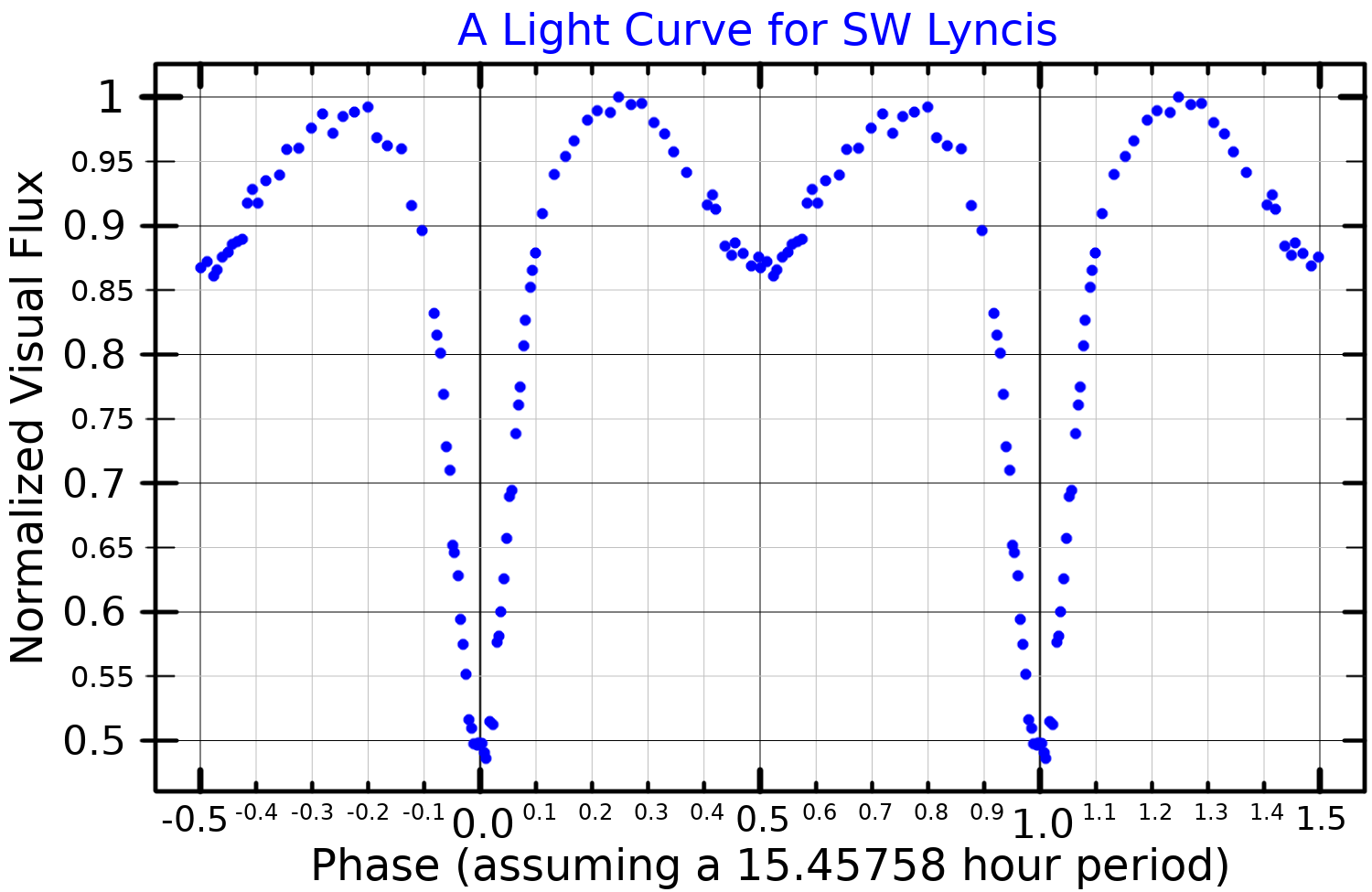
Ljuskurva i synliga bandet för SW Lyncis, plottad från Ogloza et al.(1998)

Den variabla ljusstyrkan för SW Lyncis rapporterades av R. Kippenhahn 1955. Huth klassificerade den 1958 som en Beta Lyrae-variabel. W. Strohmeier fann 1959 en kort period på 15,46 timmar, även om det inte fanns något minimum upptäckt från en förmörkad följeslagare. H. Mauder klassificerade den som en förmörkande dubbelstjärna av typen Algol baserat på en ljuskurva upptagen 1960. J.K. Gleim noterade 1967 att systemets period hade förändrats, vilket tyder på att det kan finnas ett tredje objekt i systemet. Han ansåg att den var en medlem av Beta Lyrae-klassen, även om den är närmare besläktat med Algol-typen än med W Ursae Majoris-variabel.
M. Vetešník noterade 1968 att ljuskurvan för systemet verkade märkbart asymmetrisk. Han publicerade 1977 omloppsdata för stjärnorna och fastställde spektralklass F2 V för primärstjärnan. Ett lågt massförhållande antydde att följeslagaren är mycket mindre och mindre lysande än primärstjärnan. L. Qingyao et al. drog 1991 slutsatsen att det är ett halvanslutet system med en av komponenterna som fyller dess Roche-lob och ansåg att följeslagaren var överdimensionerad och för ljusstark för dess massa. W. Ogłoza et al. stödde 1998 idén om ett halvanslutet system, och fann att ljuskurvan tydde på närvaro av en tredje komponent i systemet med en omloppstid på 5,83 år. Den tredje komponenten tros bidra med mindre än 1,5 procent  av systemets ljuseffekt.
År 2010, utförde C.-H. Kim et al. modellering av variationer under en 34-årscykel i systemet och förmodade att två ytterligare följeslagare skapar denna effekt. Efterföljande studier tyder dock på att en sådan konfiguration skulle vara för instabil. Systembeteendet förblir oförklarat. SW Lyncis är för närvarande klassificerad som en dubbelstjärna med närkontakt som minskar i ljusstyrka till magnituden 10,20 vid primärstjärnans förmörkelse och till magnituden 9,65 vid följeslagarens förmörkelse.